# Composé organométallique du groupe 2
Les éléments du groupe 2, qu'on appelle aussi métaux alcalino-terreux, sont connus pour former des composés organométalliques,. Parmi eux, les organomagnésiens (dont les réactifs de Grignard) sont couramment utilisés en chimie organique, tandis que les autres composés organométalliques formés à partir de ce groupe ont un intérêt surtout académique.

## Caractéristiques
Par plusieurs aspects, la chimie des éléments du groupe 2 (alcalinoterreux) est semblable à celle des composés du groupe 12. En effet, les deux groupes ont leur orbitale s remplie (électrons de valence). De plus, les deux groupes ont une valence nominale de 2 et un nombre d'oxydation de +2. Tous les éléments du groupe 2 sont électropositifs vis-à-vis du carbone et leur électronégativité diminue lorsque le numéro atomique augmente. Dans le même temps, le rayon atomique augmente ce qui donne un caractère ionique plus fort, des nombres de coordination plus grands et une réactivité accrue par rapport aux ligands.
Il est aussi important d'évaluer la nature de la liaison carbone-métal qui peut très bien être de nature ionique et non covalente. C'est pour cette raison qu'on exclut les composés métalliques du cyanure, des acétylures et des carbures comme le carbure de calcium par exemple.
De nombreux composés comportant un métal du groupe 2 et deux groupes alkyles sont sous forme polymérisée en phase cristalline et ressemblent au triméthylaluminium avec sa liaison à trois centres et deux électrons. En phase gazeuse ils restent sous forme de monomère.
Les métallocènes dans ce groupe sont peu courants. Le bis(cyclopentadiènyl)béryllium ou béryllocène (CP2Be) avec un moment dipolaire moléculaire de 2,2 D n'entre pas dans le cadre du métallocène classique avec une hapticité de 5 pour chacun des 2 ligands. En effet, ce composé possède une structure en sandwich η5/η1 déformée et avec des échanges d'atomes jusqu'à −125 °C. Alors que le magnésocène (Cp2Mg) est un métallocène régulier, le bis(pentaméthylcyclopentadienyl)calcium ((Cp*)2Ca) est déformé d'un angle de 147°. La valeur de cet angle augmente avec un métal du groupe 2 de plus grand numéro atomique.
Des composés organométalliques de faible valence avec un degré d'oxydation de +1 et ayant une liaison métal-métal sont également connus, avec par exemple LMg-MgL et L = [(Ar)NC(NPri2)N(Ar)]−.

## Synthèse
La synthèse de composés mixtes métal du groupe 2 / alkyl et halogène se fait classiquement par le procédé de Grignard en faisant réagir un métal de groupe 2 à l'état solide et un halogénure d'alkyle en solution dans un éther anhydre :
RX + M → RMX
Trois voies principales permettent de synthétiser des composés métal du groupe 2 / dialkyle (ou diaryle):
- La métathèse:

MX2 + 2 R-Y → MR2 + 2 Y-X
- La transmétallation:

M'R2 + M → MR2 + M'
- L'utilisation de l'équilibre de Schlenk d'un composé organométallique halogéné.

2 RMX → MR2 + MX2
C'est par exemple ainsi que se forme le diméthylmagnésium.

## Composés

### Organobéryllium
La chimie des organobérylliums est limitée à la recherche académique à cause de son coût et de la toxicité du béryllium et de ses dérivés tel que le chlorure de béryllium. Des exemples d'organobérylliums sont le dinéopentylbéryllium, le béryllocène (BeCp2),,,, le diallylbéryllium (par échange du diéthyl béryllium avec le triallyl de bore) et le bis(1,3-triméthylsilylallyl)béryllium. Les ligands peuvent également être des aryles et des alcynes.

### Organomagnésien
Les organomagnésiens sont des composés relativement courants, avec notamment les réactifs de Grignard (RMgX) tels que le chlorure d'éthylmagnésium. On obtient les RMgX à partir du magnésium métallique et d'un halogénure d'alkyle RX ou d'aryle, grâce à une réduction impliquant 1 électron. Le bromure de phénylmagnésium et le bromure d'éthylmagnésium en sont des exemples.
D'autres réactifs organomagnésiens intéressants sont l'anthracène de magnésium, avec le magnésium (ici activé) qui forme un pont en 1,4 sur l'hexagone central, ainsi que le butadiène de magnésium, un adduit du butadiène et une source de butadiène dianionique.

### Organocalcique
Dans ce groupe 2, le calcium est un élément non toxique et bon marché, mais les organocalciques sont difficiles à synthétiser.
Un exemple connu est le (Cp)calcium(I). Le Bis(allyle)calcium a été décrit en 2009. Il est formé par une réaction de métathèse de l'allylpotassium et de l'iodure de calcium sous la forme d'une poudre stable non pyrophorique.
2 KC3H5 + CaI2 → (C3H5)2Ca + 2 KI (THF à 25 °C)
Le mode de liaison est η3. Le composé [(thf)3Ca{μ-C6H3-1,3,5-Ph3}Ca(thf)3] décrit en 2009 également, est un composé sandwich inverse avec deux atomes de calcium de chaque côté d'un hydrocarbure aromatique.

### Organostrontium
Les composés organiques contenant du strontium sont des intermédiaires dans des réactions de Barbier,,. Ils sont difficiles à préparer.

### Organobaryum
Les composés organiques contenant du baryum de type (allyle)BaCl sont connus, et peuvent être préparés par réaction du baryum activé (méthode de Rieke: réduction du iodure de baryum par le biphénylide de lithium) avec un composé halogéné allylique à -78 °C. Les composés obtenus réagissent avec les composés carbonylés, de manière plus stéréosélective que le composé de Grignard ou l'organocalcique correspondant.
Le métallocène (Cp*)2Ba est également connu.

### Organoradium
Il n'y a que l'acétylure de radium en phase gazeuse qui soit connu. Il est utilisé en déposition chimique en phase vapeur.